# Степанов, Василий Сергеевич
Васи́лий Серге́евич Степа́нов (род. 14 января 1986, Москва, СССР) — российский актёр, исполнитель главной роли Максима Каммерера в кинематографической дилогии «Обитаемый остров».

## Биография

### Детство и юность
Родился 14 января 1986 года в Москве. Отец Василия родом из Смоленской области, деревни Крупениха, по профессии милиционер, мать — кассир-продавец, ранее учительница. Есть младший брат Максим. В детстве часто проводил каникулы в деревне, у бабушки. Был, по собственным словам, «задирой, трудным ребёнком».
Окончил техникум физической культуры и спорта, получив специальность преподавателя. Несмотря на это Василий является курильщиком со стажем. Во время обучения занимался рукопашным боем, является кандидатом в мастера спорта. После техникума поступил в юридический институт, но, недолго проучившись, ушёл из него. Работал барменом.

### Актёрская карьера
В августе 2005 года снялся в рекламе канала MTV.
По совету друзей, решил попробовать свои силы, начав посещать курсы актёрского мастерства при ВГИК. Поступал в Школу-студию МХАТ, но ректор Игорь Золотовицкий был категорически против съёмок в кино. Поступил в Театральный институт имени Бориса Щукина на курс Р. Ю. Овчинникова, но из-за съёмок брал академический отпуск и окончил институт лишь в 2011 году на курсе В. П. Поглазова.
После поступления Степанов познакомился с Павлом Каплевичем, занимавшимся кастингом «Обитаемого острова». Фёдор Бондарчук оценил внешность Степанова (рост — 192 см.) и утвердил его на роль Максима Каммерера. На момент съёмок фильма «Обитаемый остров» актёр картавил, поэтому Максима Каммерера озвучил Максим Матвеев. Василий Степанов брюнет, первое мелирование было сделано актёром специально для съёмок в фильме «Обитаемый остров». 
В августе 2009 года стал лицом проекта «Влечение» — романа, выпущенного издательством «Эксмо». Снялся в рекламном ролике «Я выбираю службу по контракту», агитирующем за контрактную службу в армии. Был гостем в программах «Большая разница» и «Comedy Club».
27 марта и 16 апреля 2011 года играл в спектакле «Вероника решает умереть» по Пауло Коэльо, Театр Юрия Васильева; в роли — Эдуарда (роль немого шизофреника).
В 2011 году был ведущим музыкально-развлекательной программы «Давно не виделись!» на канале «ТВ Центр».

### Дальнейшая жизнь
10 апреля 2017 года актёр выпал с 3 этажа своего дома и получил перелом руки и ноги. По словам Степанова, он пытался достать кошку, выбежавшую из квартиры, однако поскользнулся и упал с козырька.

## Фильмография
- 2008 — «Обитаемый остров: Фильм первый» — Максим Каммерер
- 2009 — «Обитаемый остров: Схватка» — Максим Каммерер
- 2011 — «Страховой случай» — Артём
- 2011 — «Поцелуй Сократа» — Костя
- 2011 — «Мой парень — ангел» — милиционер
- 2013 — «Околофутбола» — диктор
- 2017 — «Несокрушимый»[14]
- 2018 — «Кто следующий, мечтатели?» — пострадавший Марк Валентинович Петров